# Desmond Tutu
Častiti Desmond Mpilo Tutu, južnoafriški anglikanski duhovnik, nadškof, borec proti apartheidu in nobelovec, * 7. oktober, 1931, Klerksdorp, † 26. december 2021, Cape Town, Južna Afrika.
Z Nelsonom Mandelo in F. W. de Klerkom je kot posrednik med sprtimi črnskimi frakcijami sodeloval v procesu, s katerim je bil končan sistem apartheida v Južni Afriki. Za svojo vlogo pri tem procesu je leta 1984 prejel Nobelovo nagrado za mir.
Umrl je 26. decembra 2021, pokopan je bil med skromnim obredom 1. januarja v katedrali svetega Jurija v Cape Townu.